# قصة إطارية
القصة الإطارية أو القصة الجامعة هي قصة تُروى في إطارها مجموعةٌ من الحكايات. ومن أحسن الأمثلة عليها قصة شهريار الملك وشهرزاد في كتاب «ألف ليلة وليلة». وخلاصتها أن شهريار كان يتزوج كلَّ ليلة أمرأةً ثم يقتلها مع بزوغ الفجر، وظل على هذه الحال إلى أن تزوج من شهرزاد فأخذت تخرِّفه كلَّ ليلة (أي تروي له الحكايات الخرافية) لكي تحمله على استبقائها. وكانت كلَّما أدركها الصباح سكتت عن الكلام المباح، فكان هو يسألها في الليلة التالية عن تمام الحديث.. وهكذا إلى أن أتى عليها ألفُ ليلة، فاستعقلها (أي أُعجب برجاحة عقلها) واستبقاها.
ومن أمثلتها:
- كليلة ودمنة.
- حكايات كانتربري.
- الديكاميرون

## الأصول
بعض من أوائل القصص الإطارية المعروفة هي تلك الموجودة في مصر القديمة، بما في ذلك القصص الموجودة في بردية وستكار، حكاية بحار السفينة الغارقة، والفلّاح الفصيح. ومن الأمثلة المبكرة الأخرى من الأدب الهندي، الملحمة السنسكريتية ماهابهاراتا، ورامايانا، والفصول الخمسة، الحكام السبعة الأسطوريون الخاصة بسندباد، والمجموعات القصصية الرمزية هيتوباديشا، وفيكرام ومصاص الدماء. انتشر هذا النموذج تدريجيًا غربًا عبر القرون وأصبح يتمتع بشعبية، ما أدى إلى ظهور مجموعات قصص من الأطر الكلاسيكية مثل ألف ليلة وليلة (الليالي العربية) وديكاميرون وحكايات كانتربري. كان لهذه الصيغة مرونة في أن يحتفظ الرواة المختلفون بالقصص التي يُعجبون بها أو يفهمونها، مع إسقاط القصص التي لم تعجبهم وإضافة قصص جديدة سمعوها من أماكن أخرى. حدث هذا بشكل خاص مع ألف ليلة وليلة، حيث تضمنت الإصدارات المختلفة عبر القرون قصصًا مختلفة.
يُعتبر استخدام قصة الإطار التي تُسرد فيها قصة واحدة في سياق سرد القصة أيضًا تقنية ذات تاريخ طويل، يرجع تاريخها على الأقل إلى قسم البداية في الأوديسة، حيث يحكي الراوي أوديسيوس عن تجوله في محكمة الملك ألسنوس.

## مجموعة من القصص
تعمل هذه التقنية السردية بمثابة خيال أدبي مناسب لتنظيم مجموعة من الروايات الأصغر، والتي هي إما من ابتكار المؤلف أو مأخوذة من مجموعة سابقة من الحكايات الشعبية، والتي قام المؤلف بتعديلها قليلاً لغرض السرد الأطول. في بعض الأحيان، يمكن استخدام قصة داخل السرد الرئيسي لتلخيص أو تغليف بعض جوانب قصة الإطار، وفي هذه الحالة يُشار إليها في النقد الأدبي من قبل المصطلح الفرنسي (موضوعٌ على الحافة mise en abyme).
من الأمثلة على قصة الإطار هو ألف ليلة وليلة، حيث تروي الشخصية شهرزاد مجموعة من القصص الخيالية إلى السلطان شهريار على مدى عدة ليال. العديد من حكايات شهرزاد هي أيضا قصص إطارية، مثل حكاية السندباد البحري، وهي مجموعة من المغامرات المتعلقة بسندباد رجل البر والبحر.
يمكن إيجاد استخدام واسع لهذه التقنية الأدبية في حكاية أوفيد التحولات، إذ تستقر القصص في عدة أعماق، للسماح بإدراج العديد من القصص المختلفة في عمل واحد. تستخدم إيميلي برونتي في مرتفعات ويذرنغ هذه التقنية الأدبية لرواية قصة هيثكليف وكاثرين، إلى جانب المخططات الفرعية. تستخدم شقيقتها آن أيضًا هذا الجهاز في روايتها الرسائلية نزيل قاعة ويلدفيل. أُطِّرت مذكرات البطلة الرئيسية في إطار قصة الراوي والرسائل.
تعتبر رواية ماري شيلي فرانكنشتاين مثالًا جيدًا آخر لكتاب به روايات متعددة. في الكتاب، كتب روبرت والتون رسائل إلى أخته يصف فيها القصة التي رواها له فيكتور فرانكشتاين؛ تحتوي قصة فرانكشتاين على قصة المخلوق؛ تحتوي قصة المخلوق لفترة وجيزة على قصة عائلة كان يعيش فيها.
ظهرت قصص الإطار أيضًا في وسائط أخرى، مثل الكتب المصورة. تميزت سلسلة كتب هزلية ل (نيل جيمان) بعنوان رجل الرمل بقصة قصصية بعنوان نهاية العوالم تتألف من قصص إطارية، وأحيانًا ظهرت قصصٌ داخل القصص داخل القصص.
غالبًا ما تُنَظم القصص الإطارية كتجمع للناس في مكان واحد لتبادل القصص. تروي كل شخصية حكايتها، وتتقدم حكاية الإطار بهذه الطريقة. تشمل القصص الإطارية الشهيرة تاريخيا حكايات كانتربري التي كتبها جيفري تشوسر، عن مجموعة من الحجاج الذين يروون قصصا في رحلتهم إلى كانتربري. وديكاميرون التابعة لبوكاتشيو حول مجموعة من الأرستقراطيين الشباب الذين يفرون من الموت الأسود في الريف ويقضون الوقت في سرد القصص.
في بعض الأحيان، هناك راوٍ واحد فقط، وفي هذه الحالة قد يكون هناك مستويات مختلفة من المسافة بين القارئ والمؤلف. في هذا الوضع، يمكن أن تصبح حكاية الإطار أكثر غموضًا. في كتاب الرسم لواشنطن ايرفينغ، الذي يحتوي على «أسطورة سليبي هولو» و «ريب فان وينكل» من بين آخرين، يكمن المفهوم في أن مؤلف الكتاب ليس إيرفينج، لكنه رجل نبيل اسمه كرايون. هنا يتضمن الإطار عالم كرايون المُتخيَّل، وقصصه، والقارئ المحتمل الذي يُفترض أن يجاري من أجل «معرفة» من هو كرايون.
قصّة دونالد ويستليك القصيرة «لا قصة» هي محاكاة ساخرة لقصص الإطار، حيث تبدأ سلسلةٌ من الرواة في سرد القصص، كل منها يحتوي على راوِ يبدأ في سرد قصة، تُتوج براوٍ يعلن أنه لن يكون هناك قصة. في الأساس، إنها قصة إطارٍ بدون قصة لكي تُؤطَّر.

## قصة واحدة
عندما تكون هناك قصة واحدة، تُستخدم قصة الإطار لأغراض أخرى - بشكل أساسي لتوجيه موقف القارئ صوب الحكاية. أمر شائع هو لفت الانتباه إلى عدم موثوقية الراوي. حصرًا من خلال جعل الراوي شخصيةً داخل قصة الإطار، فإن الكاتب ينأى بنفسه عن الراوي؛ هي أو هو قد يصف الراوي أيضًا لإلقاء الشكوك على صدق الراوي. في قصص بي ج. وودهاوس عن السيد مولينر، جُعل مولينر صياد ذبابة من أجل التشكيك في القصص الفظيعة التي يرويها. أُطِّر الفيلم أماديوس كقصة يرويها أنطونيو ساليري لكاهن شاب، لأن الفيلم يعتمد على قصص رواها ساليري عن موزارت أكثر من كونها حقائق تاريخية.